# Ilia Wen Zičeng
Ilia Wen Zičeng (čínský: 伊利亚·文子正; 10. listopadu 1896, Peking – 9. června 2007, San Francisco) byl čínský protojerej Ruské pravoslavné církve v zahraničí. V moment své smrti byl nejstarším pravoslavným duchovním světa.

## Život
Narodil se 10. listopadu 1896 v Pekingu. V sedmi letech byl na přání a se svolením rodičů pokřtěn v Ruské duchovní misii v Pekingu se jménem Ilia na počest proroka Elijáše. V letech 1905-1914 navštěvoval misijní školu a roku 1915 vstoupil do duchovního semináře, který byl součástí této misie. Seminář dokončil o tři roky později.
Po revoluci v Rusku bylo prvním úkolem ruské pravoslavné církve postarat se o četné uprchlíky, kteří odcházeli do Číny. Ilia se rozhodl pastoračně sloužit těmto uprchlíkům a začal studovat ruštinu a církevní slovanštinu. V červenci 1924 byl rukopoložen na diakona a 26. listopadu 1931 byl vedoucím misie arcibiskupem Simonem (Vinogradovem) rukopoložen na jereje a přidělen do chrámu Zvěstování v Šanghaji.
Sloužil v řadě farnosti a po výstavbě katedrálního soboru ikony Matky Boží – Zastánkyně hříšníků v Šanghaji byl jmenován ključarem (zástupcem představeného chrámů) tohoto chrámu. Roku 1946 byl jmenován biskupem Janem (Maximovičem) představeným katedrálního soboru, později svatořečeným. Roku 1949 kvůli nástupu komunistů k moci opustil Čínu a byl poslán do Hongkongu, aby zde založil ruský pravoslavný chrám Vzkříšení Krista. V této farnosti odvedl spoustu práce, staral se o ruské uprchlíky.
Roku 1957 odešel do San Francisca, kde byl přidělen k duchovenstvu soboru ikony Matky Boží – Radosti všech zarmoucených. V tomto chrámu sloužil až do 100 let. Kromě vykonávání všech nedělních a svátečních bohoslužeb každé ráno a večer zpíval a četl na klirosu. Roku 1981 byl dekretem biskupského synodu Ruské pravoslavné církve v zahraničí povýšen na protojereje. Na počátku 21. století již bohoslužby nevykonával, i když po smrti arcibiskupa Antonije (Medvěděva) roku 2000, se zúčastnil jednoho z pohřebních obřadů, jelikož jej velmi ctil a miloval.
Koncem roku 2000 se natrvalo přestěhoval ke svému synovi Michailovi. Pravidelnou eucharistii mu přinášel duchovní soboru protojerej Sergij Kotar. V den památky proroka Elijáše přijímal své spolubratry ze soboru. V neděli 19. listopadu 2006 slavil své 110. narozeniny a také 75. výročí kněžského svěcení. Až do posledních dnů si uchoval čistou paměť a mysl, byl s největší pravděpodobností nejstarším protojerejem jak narozením, tak svěcením v celé ruské církvi. Podle protojereje Ilii bylo pro něj největším trestem nemožnost být každý den v klirosu. Zemřel 9. června 2007, několik týdnů po znovusjednocení Ruské pravoslavné církve v zahraničí s moskevským patriarchátem. V té době byl osmým nejstarším člověkem světa. Smuteční obřad vedl v sanfranciském soboru arcibiskup Kirill (Dmitrijev).